# Giro di Campania 1957
Il Giro di Campania 1957, venticinquesima edizione della corsa, si svolse il 14 aprile 1957 su un percorso di 246 km. La vittoria fu appannaggio dell'italiano Giorgio Albani, che completò il percorso in 6h57'30", precedendo i connazionali Michele Gismondi e Gastone Nencini. 
Sul traguardo di Napoli 64 ciclisti, su 126 partiti dalla medesima località, portarono a termine la competizione. 

## Ordine d'arrivo (Top 10)
| Pos. | Corridore                 | Squadra                   | Tempo                     |
| ---- | ------------------------- | ------------------------- | ------------------------- |
| 1    | Giorgio Albani            | Legnano                   | 6h57'30"                  |
| 2    | Michele Gismondi          | Carpano-Coppi             | s.t.                      |
| 3    | Gastone Nencini           | Leo-Chlorodont            | s.t.                      |
| 4    | Ercole Baldini            | Legnano                   | s.t.                      |
| 5    | Ezio Restelli             | San Pellegrino Sport      | s.t.                      |
| 6    | Gilberto Dall'Agata       | Torpado                   | s.t.                      |
| 7    | Lino Grassi               | Legnano                   | s.t.                      |
| 8    | Waldemaro Bartolozzi      | Legnano                   | s.t.                      |
| 9    | Guido Boni                | Bottecchia                | s.t.                      |
| 10   | 9 ciclisti a s.t. ex æquo | 9 ciclisti a s.t. ex æquo | 9 ciclisti a s.t. ex æquo |